# Жажда жизни (роман)
Жажда жизни (англ. Lust for Life) — биографический роман Ирвинга Стоуна о жизни знаменитого нидерландского художника Винсента ван Гога. Позднее в 1956 году Винсент Минелли снял по роману одноимённый фильм, в главной роли которого снимался Кирк Дуглас. Фильм 4 раза номинировался на премию «Оскар» и один раз получил его. 
Одними из главных источников автора была переписка художника с его братом, Тео ван Гогом, которая была издана в трёх томах в 1927—1930 годах. В этих письмах Винсент описывает отношения к знакомым, поиски себя и создание таких знаменитых картин, как «Едоки картофеля», «Подсолнухи», «Спальня художника в Арле», «Ночная терраса кафе» и других. Автор посетил места, где бывал Ван Гог в Голландии, Бельгии и Франции, встречался с  современниками художника. Все диалоги, по признанию автора, выдуманы, однако в основном изложение соответствует фактам. В сборе материалов помогала жена писателя, которой принадлежит авторство названия книги
Роман был отвергнут 17 издателями, прежде чем был издан в 1934 году.
Книга многократно издавалась на русском языке, впервые вышла в 1961 году тиражом 200 000 экземпляров.